# Gustav Almgren
Gustav Adolf „Gösta” Almgren (Vänersborg, 1906. november 6. – Göteborg, 1936. augusztus 31.) olimpiai és világbajnoki ezüstérmes svéd párbajtőrvívó.